# Constantin Făină
Constantin Făină (n. 29 aprilie 1948, com. Hârseni, județul Brașov) este un politician român, membru al Parlamentului României în legislatura 2004-2008. Constantin Făină a fost ales pe listele PUR-SL, care s-a transformat în Partidul Conservativ în septembrie 2008. Constantin Făină a trecut la PNL în septembrie 2008. Conform biografiei sale oficiale, Constantin Făină a fost membru PCR și a deținut diferite funcții în cadrul PCR în perioada 1970-1989. În cadrul activității sale parlamentare în legislatura 2004-2008, Constantin Făină a fost membru în grupurile parlamentare de prietenie cu Republica Cuba, Canada și Islanda.